# L'Hôpital (Moselle)
L'Hôpital (Duits: Spittel in Lothringen) is een gemeente in het Franse departement Moselle (regio Grand Est). De oppervlakte bedraagt 3,99 km², de bevolkingsdichtheid is 1501 inwoners per km². L'Hôpital 1 januari 2022 5.179 inwoners.

## Geografie
De oppervlakte van L'Hôpital bedroeg op 1 januari 2022 3,99 vierkante kilometer; de bevolkingsdichtheid was toen 1.298 inwoners per km².

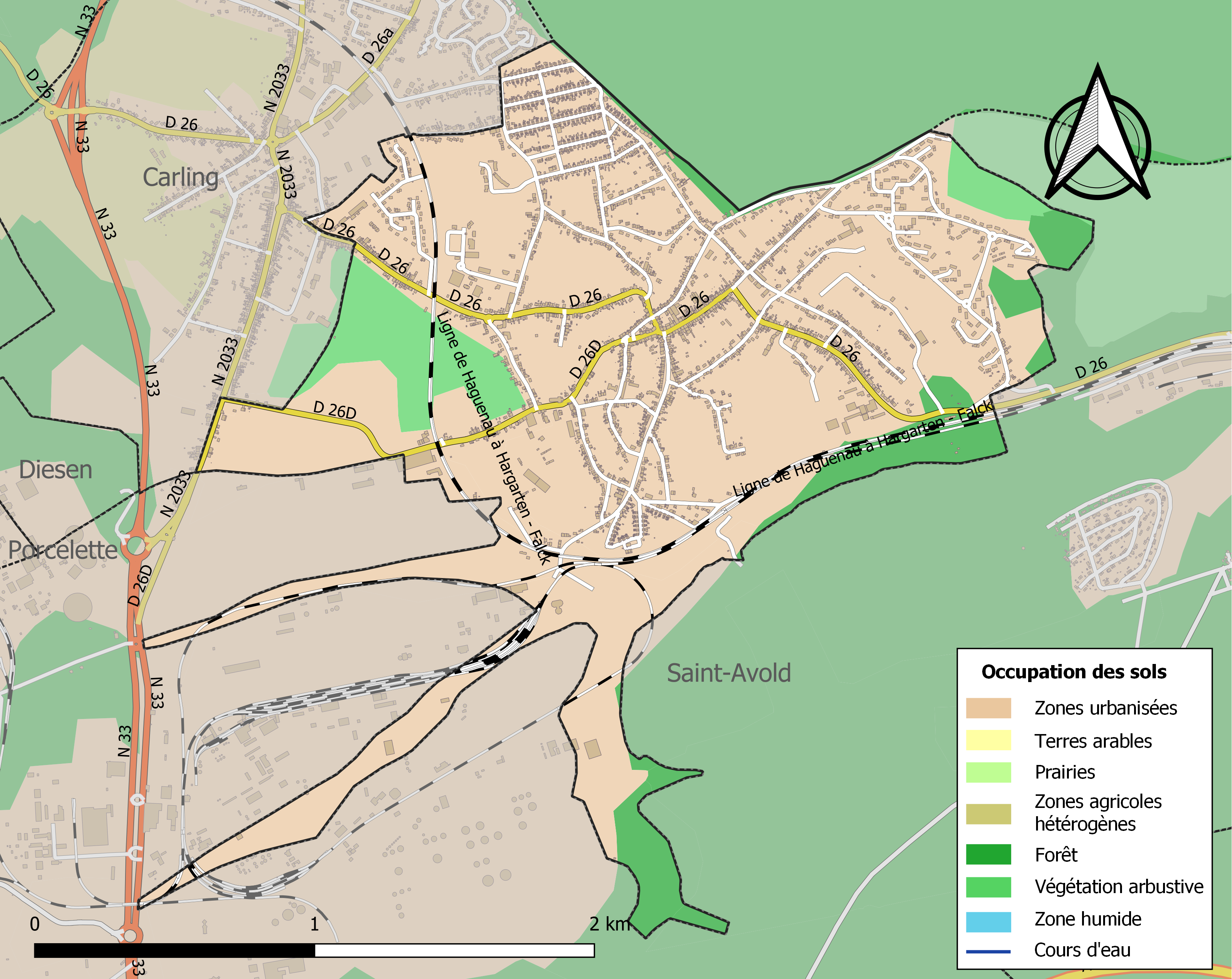
Kaart van de gemeente met de belangrijkste infrastructuur, bodemgebruik en omliggende gemeenten

## Demografie
Onderstaande figuur toont het verloop van het inwonertal (bron: INSEE-tellingen).

Altviller · Carling · Diesen · Folschviller · L'Hôpital · Lachambre · Macheren · Porcelette · Saint-Avold · Valmont